# Übereinkommen über psychotrope Stoffe
Das Übereinkommen über psychotrope Stoffe ist ein Abkommen der Vereinten Nationen zur Kontrolle psychotroper Substanzen wie Amphetamin, Barbiturat oder LSD.
Während der 1960er Jahre nahm der Drogenkonsum weltweit zu – vor allem in den westlichen Industriestaaten. Die meisten der neu aufgekommenen Halluzinogene wurden jedoch nicht durch das Einheitsabkommen über die Betäubungsmittel aus dem Jahr 1961 abgedeckt. Dieses erstreckte sich lediglich auf Drogen wie Cannabis, Kokain und Opium.
Am 21. Februar 1971 unterzeichneten Bevollmächtigte der teilnehmenden Länder in Wien das Übereinkommen über psychotrope Stoffe, um damit den privaten Konsum einzudämmen und die Verwendung für wissenschaftliche und medizinische Zwecke zu regulieren. Sie erfasste beinahe jede bekannte bewusstseinsverändernde Substanz und trat am 16. August 1976 in Kraft.
Um das Abkommen umzusetzen, wurden in den Unterzeichnerstaaten viele Gesetze verabschiedet, die, wie auch das Abkommen selbst, Drogen in verschiedene Gruppen einteilten. So zum Beispiel der Misuse of Drugs Act 1971 in Großbritannien, der Psychotropic Substances Act 1978 in den USA oder der Controlled Drugs and Substances Act 1996 in Kanada.
Regelungen zur Unterbindung des internationalen Drogenhandels sind im Übereinkommen der Vereinten Nationen gegen den unerlaubten Verkehr mit Suchtstoffen und psychotropen Stoffen aus dem Jahr 1988 enthalten.
Die 1976 veröffentlichten Erläuterungen zum Abkommen wurden von Adolf Lande unter der Leitung des Bereichs Rechtsangelegenheiten des UN-Sekretariats verfasst.

## Geschichte
Die internationale Kontrolle über Betäubungsmittel begann mit der ersten Internationalen Opiumkonferenz im Jahr 1912, die die Herstellung, den Im- und Export sowie den Vertrieb von Morphin, Kokain und deren Salzen regelte. Im Verlauf der folgenden Jahre wurden unter der Federführung des Völkerbundes zusätzliche Verträge unterzeichnet, wodurch die Liste der kontrollierten Substanzen Schritt für Schritt erweitert und die Kontrolle der Einhaltung des Abkommens dem Suchtstoffkontrollrat übertragen wurde. Diese vollstreckenden Funktionen gingen nach der Gründung der Vereinten Nationen an diese über.
1961 wurde das Einheitsabkommen über die Betäubungsmittel verabschiedet, welches die vorhandenen Drogenabkommen zusammenfasste und Cannabis mit in die Liste der illegalen Pflanzen aufnahm. Um pharmazeutische Interessen zu berücksichtigen, konzentrierte sich das Abkommen lediglich auf die in der Liste im Anhang aufgeführten Drogen und solche mit ähnlicher Wirkung.
Während der 1960er Jahre nahm der Konsum der bis dahin bedeutungslosen Halluzinogene zu. Gefördert wurde diese Entwicklung unter anderem durch die Schriften und Selbstexperimente Aldous Huxleys und Timothy Learys, die im Konsum dieser auch als Psychedelika bezeichneten Substanzen einen Weg zur geistigen Weiterentwicklung sahen. Klassische Halluzinogene wie Meskalin, das erst seit den späten 1950ern bekannte Psilocybin oder das (halb)synthetische LSD waren damals in den allermeisten Staaten legal erhältlich.
1968 verabschiedete der UN-Wirtschafts- und Sozialrat einen Beschluss, um die Verwendung solcher Drogen auf wissenschaftliche und medizinische Zwecke zu beschränken und Im- und Exportbeschränkungen zu verhängen. Begründet wurden die Maßnahmen mit Berichten über ernsthafte gesundheitliche Risiken bei dem Konsum von LSD und ähnlichen Halluzinogenen. Im selben Jahr forderte die UN-Generalversammlung den Wirtschafts- und Sozialrat auf, sich mittels der Suchtstoffkommission der Missbrauchssituation noch unkontrollierter, psychotroper Substanzen zu widmen und Möglichkeiten zu überprüfen, die betreffenden Substanzen unter internationale Kontrolle zu stellen.
Während der Konsum von Stimulanzien um 1969 weiterhin stark anstieg, betrachtete der UN-Wirtschafts- und Sozialrat die Kommission als unfähig, eine Einigung über die Anwendung des Einheitsabkommens über die Betäubungsmittel von 1961 auf jene Substanzen zu erzielen.
Das Einheitsabkommen über die Betäubungsmittel war so verfasst worden, dass dessen Anwendung auf jene Drogen nicht möglich war. Ein neues Abkommen mit einer weiter-gefassten Liste an Substanzen war also erforderlich, um den Konsum international kontrollieren zu können. Unter Verwendung des Einheitsabkommens als Vorlage entwarf die Kommission ein Abkommen, welches allen Mitgliedsstaaten der Vereinten Nationen nachgereicht wurde. Der Generalsekretär der Vereinten Nationen berief für Anfang 1971 eine Versammlung ein, um den Vertrag fertigzustellen.
Inzwischen begannen verschiedene Länder bereits damit, die Gesetzgebung dem Vertrag entsprechend anzupassen. 1969 fügte Kanada dem Food and Drugs Act einen vierten Abschnitt hinzu, der unter anderem auch die Substanzen LSD, DMT und MDA unter Kontrolle des Bundes stellte.
1970 überarbeiteten die USA ihre existierenden Drogengesetze umfassend, indem sie den Controlled Substances Act verabschiedeten, der 1978 durch den Psychotropic Substances Act geändert wurde. Dieser wiederum ermöglichte es, die Substanzliste des internationalen Abkommens zu aktualisieren, sofern dies die Kommission zukünftig fordere. Viele weitere Länder folgten dem, so etwa Großbritannien, das 1971 den Misuse of Drugs Act 1971 verabschiedete.
Die Konferenz fand am 11. Januar 1971 statt. Die teilnehmenden Länder waren in zwei Fraktionen unterschiedlicher Interessen gespalten. Laut einem Bericht des kanadischen Senats standen auf der einen Seite Industriestaaten mit einer einflussreichen Pharmaindustrie, auf der anderen Seite dagegen die Entwicklungsländer. Staaten, die wirtschaftlich unter den Beschränkungen des Einheitsabkommens für Cannabis, Koka und Opium litten, sprachen sich für strenge Regulierungen synthetischer Drogen aus. Staaten, in denen synthetische Drogen produziert wurden, lehnten solche Beschränkungen ab. Letztlich kam die Lobby der Entwicklungsländer jedoch nicht gegen die Interessen der Pharmaindustrie an, wodurch die internationalen Bestimmungen beim Abschluss der Kommission am 21. Februar beträchtlich geringer ausfielen als jene des Einheitsabkommens.
Die Einführung der Konvention stellte einen Meilenstein in der Entwicklung einer globalen Drogenkontrolle dar. Aus zahlreichen Einzelbestimmungen zum verkehrsmäßigen Umgang mit Opium hatte sich in über 59 Jahre ein umfassendes Regulierungswerk entwickelt, das nahezu jede bewusstseinsverändernde Substanz beinhaltet.

## Listen der kontrollierten Substanzen
Die gesamte Liste kann auf der Website des International Narcotics Control Board abgerufen werden
Die Liste enthält vier Tabellen kontrollierter Substanzen. Die am strengsten reglementierten Substanzen finden sich in Tabelle I. Das Ausmaß der Kontrolle nimmt mit den weiteren Tabellen schrittweise ab. Eine Liste psychotroper Stoffe und entsprechenden Tabellen wurde in dem Vertrag von 1971 hinzugefügt.
- Tabelle I enthält als besonders gefährlich eingestufte Drogen, deren Konsum ein erhebliches Gesundheitsrisiko berge und deren therapeutische Bedeutung als gering bis nutzlos betrachtet wird. Sie beinhaltet Halluzinogene wie das halbsynthetische LSD und das natürlich vorkommende DMT. Cannabis, dessen therapeutischer Nutzen bei einigen Erkrankungen heute als erwiesen gilt, war ursprünglich auch in dieser Kategorie aufgeführt.
- Tabelle II beinhaltet Stimulanzien mit eingeschränktem therapeutischen Nutzen wie Amphetamine und Phencyclidin.
- Tabelle III enthält Barbiturate mit starken bis durchschnittlichen Auswirkungen, die oft missbraucht, aber auch therapeutisch verwendet wurden. Weiterhin sind hier schmerzlindernde Mittel wie Buprenorphin aufgeführt.
- Tabelle IV beinhaltet Betäubungs-, Beruhigungs- (Benzodiazepine) und Schmerzmittel, die zwar ein gewisses Abhängigkeitspotential beinhalten, jedoch verbreitet therapeutisch genutzt werden.

Einem Bericht des United Nations Office on Drugs and Crime aus dem Jahr 1999 zufolge ist Tabelle I deutlich von den drei weiteren Tabellen zu unterscheiden. Während Tabelle I überwiegend illegal hergestellte, halluzinogene Drogen wie LSD aufführe, umfassen die anderen drei Tabellen vor allem legal produzierte Medikamente. Nach dem UNODC-Bericht sind die Kontrollen über Stoffe der Tabelle I strenger als ursprünglich im Einheitsabkommen vorgesehenen. Dieser Behauptung widersprachen jedoch die Berichte des kanadischen Senats im Jahr 2002 und des Europäischen Parlaments 2003.

## Aufnahme einer Substanz
Der Artikel 2 erläutert ein Verfahren, mit dem zusätzliche Drogen in die Tabellen aufgenommen werden.
Demzufolge muss zunächst die Weltgesundheitsorganisation einschätzen, ob die Droge hierzu in Frage kommt, indem sie beurteilt, ob die in Artikel 2, Abschnitt 4 dargelegten Kriterien auf jene Substanz zutreffen.
Anschließend erstellt die Weltgesundheitsorganisation eine Beurteilung der Substanz über
- Ausmaß oder Wahrscheinlichkeit des Missbrauchs,
- Verantwortlichkeit für allgemeine gesundheitliche und soziale Probleme und
- den therapeutischen Nutzen der Substanz.

Die letztliche Entscheidung über die Zuordnung eines Stoffes trägt die Suchtstoffkommission auf der Grundlage der Einschätzungen der Weltgesundheitsorganisation, deren Beurteilung unter Berücksichtigung wirtschaftlicher und sozialer Aspekte, in medizinischen als auch wissenschaftlichen Fragen ausschlaggebend sein sollte.
Ein ähnlicher Prozess findet statt, um einen Stoff aus der Liste herauszunehmen oder in eine andere Tabelle einzuordnen. Ein Beispiel hierfür war die Empfehlung während des 33. Treffens des Gremiums für Drogenabhängigkeit der Weltgesundheitsorganisation, Tetrahydrocannabinol aufgrund seiner medizinischen Verwendbarkeit und seines geringen Missbrauchpotentials in die Tabelle IV zu verschieben.
Letztlich ist lediglich der UN-Wirtschafts- und Sozialrat befugt, die Einteilung der Stoffe zu ändern.
Bei Unstimmigkeiten über die Einteilung einer Substanz kann eine Partei gemäß Artikel 2, § 7, schriftlich innerhalb von 180 Tagen nach dem Beschluss der Kommission bei dem Generalsekretär der Vereinten Nationen Einspruch einlegen. Dies ermöglicht den Ländern dem Abkommen mit weniger strengen Beschränkungen nachzukommen.
Der amerikanische Controlled Substances Act erläutert, dass es ausreichend ist, eine Droge in die Tabellen IV oder V einzuordnen, um die unter § 7, Absatz 2 des Abkommens aufgeführten Mindestauflagen zu erfüllen [21 U.S.C. § 811(d)(4)].
Die Klausel fordert, eine Droge vorläufig unter Kontrolle des Bundes zu setzen, sofern dies das Abkommen verlangt. 1984 wurde sie auf das Schlafmittel Flunitrazepam angewendet. Noch lange bevor sich deren Missbrauch als Droge in den USA etablierte, wurde Flunitrazepam der Tabelle des Übereinkommens über psychotrope Stoffe hinzugefügt, wodurch auch die amerikanische Regierung Flunitrazepam in die Tabelle IV des Controlled Substances Act aufnehmen musste, um die Auflagen zu erfüllen.
Bis März 2005 unterlagen 111 Substanzen der Kontrolle des internationalen Abkommens.

## Einschätzungen der Weltgesundheitsorganisation von speziellen Substanzen

### Ephedrin
1998 stand die Aufnahme von Ephedrin in die Liste der überwachten Substanzen zur Debatte. Die Dietary Supplement Safety and Science Coalition kämpfte gegen das Vorhaben und betonte dabei die historischen Aspekte der Droge sowie deren ungefährliche Auswirkungen. Ephedrin sei keine von US-Gesetzen kontrollierte Substanz und solle auch nicht unter internationale Kontrolle gestellt werden.
Nach zweijähriger Diskussion entschied der Expert Committee on Drug Dependence gegen die Regulierung von Ephedrin. Die Substanz wurde jedoch von der Suchtstoffkommission und dem Suchtstoffkontrollrat als Präkursor der Stoffe der Tabelle I im Übereinkommen der Vereinten Nationen gegen den unerlaubten Verkehr mit Suchtstoffen und psychotropen Stoffen gelistet, wozu kein Einverständnis der Weltgesundheitsorganisation notwendig ist.

### Ketamin
Das Expert Committee on Drug Dependence zog bei seinem 33. Treffen die Regulierung von Ketamin in Betracht. Obwohl mehrere Länder den Verkehr mit Ketamin beschränken, unterliegt es wegen der Verwendung in der Veterinärmedizin nicht internationaler Kontrolle.

### MDMA
Bei der Bewertung von MDMA bzw. Ecstasy während der 22. Versammlung kam es zu Einsprüchen von Ärzten, welche die Droge für therapeutische Zwecke weiter erforschen wollten. Die Vereinten Nationen wurden von der Regierung der USA unter Druck gesetzt, die Droge wegen massenhafter Beschlagnahmungen unter Kontrolle zu stellen. Laut Paul Grof, dem Vorsitzenden des Expert Committee, waren internationale Kontrollen noch nicht gerechtfertigt, und die Einteilung des Stoffes solle aufgeschoben werden, bis alle anstehenden Forschungen abgeschlossen seien.
Das Expert Committee schlussfolgerte daraufhin aufgrund ungenügender Nachweise bezüglich des therapeutischen Nutzens, den Stoff in die Tabelle I einzuordnen. Allerdings empfahl der Bericht weitere Forschungen mit MDMA.

### Methcathinon
Um 1994 erklärte die Regierung der USA dem Generalsekretär der Vereinten Nationen, die Aufnahme von Methcathinon in die Tabelle I zu begrüßen. Dabei handelt es sich um ein Aufputschmittel, das sich in gebräuchlichen Haushaltsprodukten befindet.
Der Bericht der Food and Drug Administration verwies auf die Gefahren der Droge sowie auf durch Kaliumpermanganat verursachte Verbrennungen an den Fingern, die des Öfteren bei abhängigen Konsumenten in Russland beobachtet wurden. Der Stoff wurde nicht von der Lobby der Pharmaindustrie verteidigt und folglich einspruchslos in die Tabelle I aufgenommen.

### Nikotin
Traditionell zeigen sich die Vereinten Nationen unwillig, Nikotin und weitere zugelassene Drogen unter Kontrolle zu stellen, da diese meist im Lebensstil vieler Menschen verankert sind. Dr. Gabriel Nahas von der Columbia University bemerkte diesbezüglich in einer Bekanntmachung eines Betäubungsmittelberichts:

“Some addictive drugs such as nicotine or caffeine (in moderate amounts) and alcohol (in small amounts) do not produce any measurable symptoms of neuropsychological toxicity. Some pharmacologists have associated the symptoms of neuropsychological toxicity with behavioural toxicity, which include in addition: suppression of normal anxiety, reduction in motivation and non-purposive or inappropriate behaviour. However, the latter be-havioural symptoms do not present ‘markers’ which may be measurable in societies accepting as ‘normal’ a wide range of life styles.”

„Einige suchterzeugende Drogen wie Nikotin oder Koffein (in moderaten Mengen) und Alkohol (in geringen Mengen) rufen keine messbaren Symptome neuropsychologischer Toxizität hervor. Einige Pharmakologen ordnen die Symptome neuropsychologischer Gifte den Symptomen verhaltensbeeinflussender Gifte zu. Zusätzlich fallen darunter verminderte Angstgefühle, Motivationsverlust und zielloses oder unsachgemäßes Verhalten. Jedoch können zuletzt genannte verhaltensbetreffende Symptome nicht als gravierend bezeichnet, sondern gesellschaftlich als Lebensstil und ‚normal‘ akzeptiert werden.“

Trotzdem zog der Fachausschuss die Kontrolle von Nikotin in Erwägung, unter besonderem Augenmerk auf Produkte wie Kaugummi, Pflaster, Nasenspray und Inhalatoren. Letztlich beließen es die Vereinten Nationen jedoch dabei, Nikotin nicht zu kontrollieren. Vielmehr wird der Umgang mit Nikotinprodukten seitdem noch freizügiger gehandhabt. So fällt beispielsweise das Nikotinkaugummi seitdem in den USA unter die OTC-Arzneimittel.